# Fundación SGAE
La Fundación SGAE (hasta 2013 Fundación Autor) es una entidad sin ánimo de lucro con sede en Madrid, España. Cuenta con delegaciones nacionales (Barcelona, Valencia, Zaragoza, Bilbao, Santiago de Compostela, Oviedo, Palma de Mallorca, Las Palmas de Gran Canaria) e internacionales (Argentina, Brasil, México, Nueva York, Cuba, Brasil, Shanghái y Tokio).

## Historia
En 1997 la Sociedad General de Autores y Editores creó la Fundación Autor con el objetivo de «proteger, promover y difundir la creación artística y el patrimonio musical, teatral, coreográfico, cinematográfico, audiovisual y multimedia». El objetivo era potenciar las actividades culturales y asistenciales que la Sociedad ya desarrollaba con anterioridad. En 2013 cambia su denominación de Fundación Autor a Fundación SGAE centrando su actividad en tres objetivos: "la labor asistencial, la promoción del repertorio y la investigación y desarrollo."

## Fines
"Desarrollar actividades sociales, asistenciales y promocionales en favor, de los autores de obras de gran y pequeño derecho" en Artes Escénicas, Música, Audiovisuales. La Fundación Autor apoya a los creadores de varias formas:
- Articulando la colaboración entre todas las instituciones públicas y privadas que realizan acciones en defensa de los autores y la creación.
- Promoviendo la implantación de medidas a favor del desarrollo del proceso creativo, desde las que propician la formación de los creadores hasta las que posibilitan la difusión de sus obras.
- Impulsando la realización de estudios sobre el entorno en el que los autores realizan su trabajo.
- Desarrollando actividades asistenciales en este sector profesional.

Los distintos campos de actuación en los que, directa o indirectamente, interviene la Fundación Autor son los siguientes:
- Sector artístico: a través de la promoción del repertorio español en el extranjero.
- Sector profesional (management): acciones coordinadas con promotores, productores, etc.
- Sector institucional: colaboraciones con los organismos destinados a cultura de las instituciones públicas y privadas, tanto a nivel nacional como internacional. Desde el Ministerio de Cultura hasta las Concejalías de cultura de múltiples Ayuntamientos, pasando por las Consejerías de las distintas CCAA, además de la colaboración con otras fundaciones culturales.
- Sector académico e investigación: colaboraciones y encargos a distintos centros de investigación en múltiples disciplinas, desde la musicología hasta la economía de la cultura, pasando por el marketing y la propiedad intelectual.

Presencia en foros académicos nacionales e internacionales.

## Actividades
Las actividades y proyectos de la Fundación Autor pueden agruparse en tres grandes líneas: la primera focalizada en la promoción de los autores, sus derechos y capacidades; la segunda en torno a la creación de conocimiento y reflexión sobre la problemática de su campo de actuación y, por último, una tercera línea de acción centrada en la asistencia social a los autores.
Dentro de la primera línea en relación con la promoción del repertorio, la Fundación Autor organiza premios y concursos (Premios de la Música, Premios Max, Premio Tomás Luis de Victoria, Premio SGAE de Guion Julio Alejandro, Premio SGAE de Teatro Jardiel Poncela, Premio SGAE de Teatro Infantil, Certamen Internacional Leopoldo Alas Mínguez para textos teatrales de temática LGTBIQ+, Premio SGAE de Teatro Ana Diosdado para textos escritos por mujeres, entre otros.) lecturas dramatizadas, la Semana de Autor, etc. Está presente en ferias discográficas internacionales (Midem, SXSW, Womex, etc.) a través de la Plataforma Sounds from Spain, y colabora con varios festivales, giras... Asimismo publica textos de creación (guiones, obras de teatro), biografías, memorias, manuales, guías, diccionarios, ensayos, catálogos y antologías.
En el campo de la creación de conocimiento y reflexión, la Fundación Autor realiza estudios e investigación en ámbitos como economía y cultura, hábitos de consumo cultural, políticas culturales,marketing cultural, sociología, así como estudios sectoriales e internacionales. Uno de los pilares básicos de la Fundación Autor es la formación (ARTENET) destinada a profesionales, ya sean encuentros, cursos, talleres y seminarios de gestión cultural, técnicas creativas, propiedad intelectual y nuevas tecnologías orientadas a la creación.
En relación con la asistencia social, la Fundación SGAE cuenta con la Mutualidad de Previsión Social de Autores y Editores, que cubre riesgos sobre las personas en las contingencias de invalidez, jubilación, orfandad y viudedad, a través de planes de capitalización o pensiones y coberturas familiares, prestando también asistencia social en casos de necesidad extrema. 

### Premios Odeón
Galardones españoles instituidos en 2019 por la Asociación de Gestión de Derechos Intelectuales (AGEDI) en colaboración con Productores de Música de España (PROMUSICAE), Sociedad General de Autores y Editores (SGAE), Fundación Autor y Sociedad de Artistas de España (AIE).

## Directivos
D. Juan José Solana Gutiérrez (Presidente Fundación SGAE)
D. Joan Albert Amargós Altisent (Presidente MAE)
D. Rubén Gutiérrez del Castillo (director general)

## Cifras claves(1997-2009)
- Formación: 950 cursos realizados
- Investigación: 70 trabajos de investigación realizados sobre el panorama cultural
- Edición: 370 Textos editados
- Premios concedidos: 420 reconocimientos
- Referencias discográficas: 350 realizadas
- Promoción: participación en 550 ferias (nacionales e internacionales)
- Asistencial: se han concedido 384 ayudas extraordinarias a autores en condiciones extremas.

## Institutos y organismos relacionados
- Instituto Complutense de Ciencias Musicales (ICCMU)
- Instituto Buñuel (Audiovisual)
- Red de Teatros ARTERIA
- Recursos tecnológicos CATA